# Estándar de McFarland

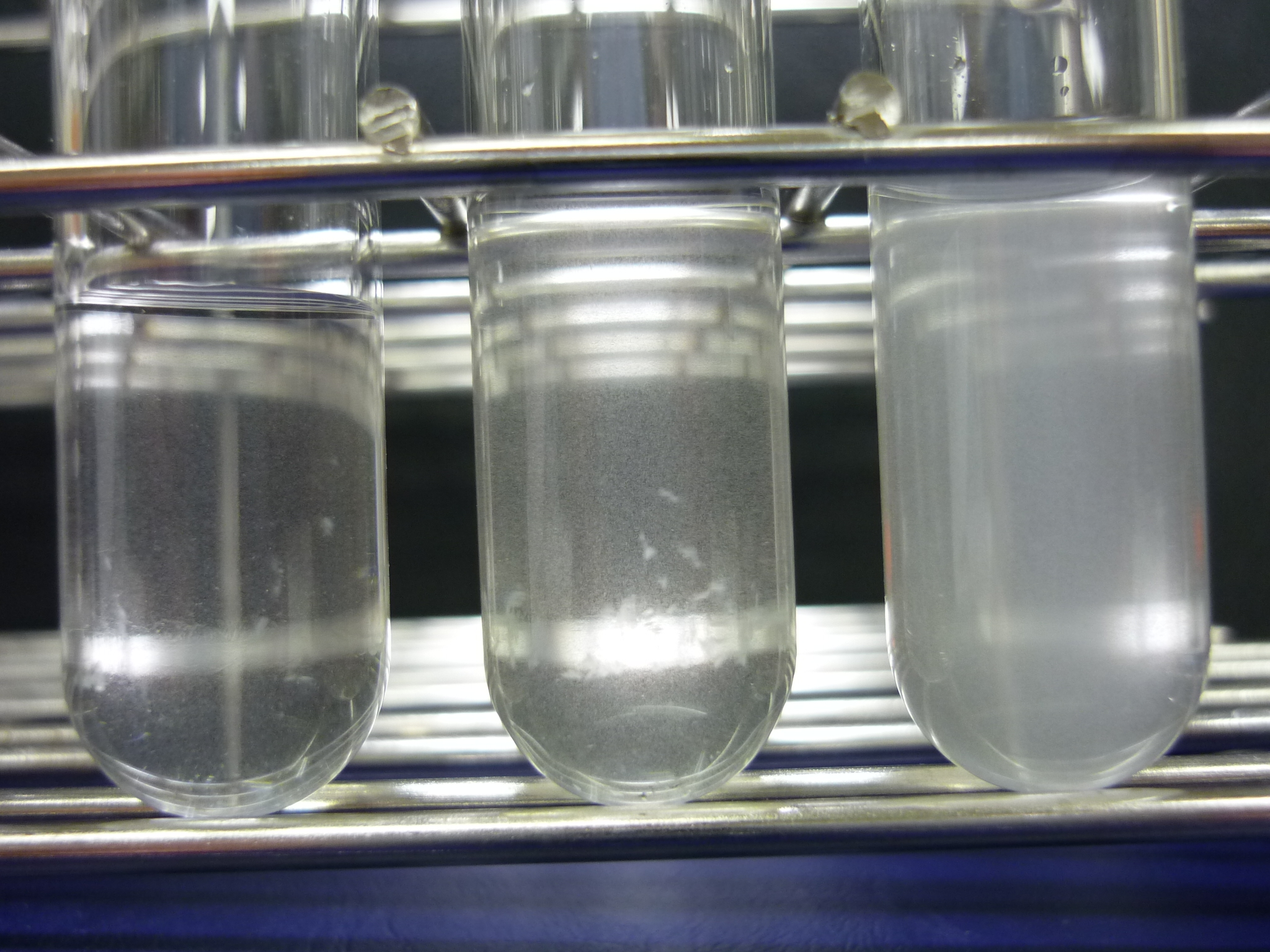
Tubos de McFarland 0.5, 1 y 2

En microbiología, los estándares de turbidez de McFarland se usan como referencia en suspensiones bacteriológicas para saber que el número de bacterias por mililitro, o más bien en UFC según una escala que va de 0.5 a 10. Estos estándares son creados al mezclar soluciones de cloruro de bario al 1% con ácido sulfúrico al 1% en volúmenes específicos, para asegurar la densidad correcta se puede controlar usando espectofotometros.
| McFarland Standard No.                      | 0.5         | 1     | 2     | 3     | 4     |
| 1.0% Cloruro de bario (ml)                  | 0.05        | 0.1   | 0.2   | 0.3   | 0.4   |
| 1.0% Ácido sulfúrico (ml)                   | 9.95        | 9.9   | 9.8   | 9.7   | 9.6   |
| Densidad celular aproximada (1X10^8 CFU/mL) | 1.5         | 3.0   | 6.0   | 9.0   | 12.0  |
| % Transmitancia*                            | 74.3        | 55.6  | 35.6  | 26.4  | 21.5  |
| Absorbancia*                                | 0.08 to 0.1 | 0.257 | 0.451 | 0.582 | 0.669 |

* con longitud de onda de 600 nm 
Los estándares pueden ser visualmente comparados con suspensiones de bacterias en salina estéril o en caldos. Si la suspensión es demasiado turbia, puede añadirse diluyente, y si no es lo suficiente turbia, se puede agregar más bacterias.
La ventaja es que no es necesario incubar ni usar equipo especial para estimar el número de bacterias. La desventaja de este método es que no discrimina a las bacterias vivas de las muertas en la solución, por lo que se puede sobreestimar la población de bacterias.
Casos específicos en los que se usa es en el de antibiogramas o pruebas de sensibilidad, donde es necesario para estandarizar el método y se eviten falsos positivos o negativos.